# فاليرانا
بلدية باليرانا (بالكاتالانية: Vallirana) هي إحدى بلديات مقاطعة برشلونة، والتي تقع في منطقة كاتالونيا، شرق إسبانيا. يقدر عدد سكانها بـ 14,200 نسمة ومساحتها 23.88 كم2 ووترتفع عن سطح البحر 177 متر.